# Morella pubescens
Morella pubescens là một loài thực vật có hoa trong họ Myricaceae. Loài này được (Humb. & Bonpl. ex Willd.) Wilbur mô tả khoa học đầu tiên năm 2001.